# La mujer en la ventana
La mujer en la ventana (título original en inglés: The Woman in the Window) es una película de suspenso dirigida por Joe Wright a partir de un guion adaptado por Tracy Letts que está basado en la novela del mismo nombre del autor seudónimo AJ Finn. La película está protagonizada por Amy Adams, Julianne Moore, Gary Oldman, Wyatt Russell, Brian Tyree Henry, Fred Hechinger y Anthony Mackie. 
La película iba a estrenarse originalmente el 4 de octubre de 2019 pero se retrasó debido a una respuesta negativa de la audiencia y luego nuevamente debido a la pandemia de COVID-19. 
En 2020, Netflix compró los derechos de la película de 20th Century Studios y se estrenó el 14 de mayo de 2021.

## Argumento
Una psicóloga infantil agorafóbica es testigo de un crimen mientras espía a sus vecinos, lo que la deja preguntándose si debe alertar a la policía. Lo cual la deja muy aterrorizada. 

## Reparto
| Actor                | Personaje              |
| -------------------- | ---------------------- |
| Amy Adams            | Dra. Anna Fox          |
| Wyatt Russell        | David                  |
| Julianne Moore       | "Jane Russell" / Katie |
| Gary Oldman          | Alistair Russell       |
| Fred Hechinger       | Ethan Russell          |
| Jennifer Jason Leigh | Jane Russell           |
| Brian Tyree Henry    | Detective Little       |
| Anthony Mackie       | Ed Fox                 |
| Jeanine Serralles    | Detective Norelli      |
| Liza Colón-Zayas     | Bina                   |
| Mariah Bozeman       | Olivia Fox             |

## Producción
En septiembre de 2016, Fox 2000 adquirió los derechos de la novela del mismo nombre de AJ Finn. En marzo de 2018, se anunció que Joe Wright dirigiría la película a partir de un guion de Tracy Letts. Scott Rudin y Eli Bush serán los productores de la película. En abril de 2018, Amy Adams se unió al elenco de la película. En julio de 2018, Julianne Moore, Wyatt Russell, Gary Oldman y Brian Tyree Henry se unieron a la película. En agosto de 2018, Fred Hechinger y Anthony Mackie se integraron al elenco.

### Rodaje
La fotografía principal comenzó el 6 de agosto de 2018 en Nueva York. La producción concluyó el 30 de octubre de 2018.

## Estreno
La película se estrenaría el 15 de mayo de 2020, pero fue pospuesto por la pandemia del COVID-19, originalmente se estrenaría el 4 de octubre de 2019 por Walt Disney Studios Motion Pictures bajo la bandera de 20th Century Studios.
Es la película final estrenada bajo el sello Fox 2000; Como parte de la adquisición de 21st Century Fox por parte de The Walt Disney Company, la etiqueta cerró sus puertas el 4 de agosto de 2020 y se suspenderá.

## Recepción

### Crítica
The Woman in the Window recibió reseñas generalmente mixtas a negativas de parte de la crítica y de la audiencia. En el sitio web especializado Rotten Tomatoes, la película posee una aprobación de 25%, basada en 212 reseñas, con una calificación de 4.6/10, y con un consenso crítico que dice: "Un thriller tímido y confuso que se ahoga en sus frenéticos homenajes, The Woman in the Window hará que el público cierre las cortinas." De parte de la audiencia tiene una aprobación de 33%, basada en más de 1000 votos, con una calificación de 2.7/5.
El sitio web Metacritic le dio a la película una puntuación de 41 de 100, basada en 39 reseñas, indicando "reseñas mixtas o promedio". En el sitio IMDb los usuarios le asignaron una calificación de 5.7/10, sobre la base de 75 548 votos, mientras que en la página web FilmAffinity la cinta tiene una calificación de 4.8/10, basada en 6498 votos.

### Premios y nominaciones
| Premio                                 | Fecha               | Categoría                      | Nominado(s)                                               | Resultado | Ref.   |
| -------------------------------------- | ------------------- | ------------------------------ | --------------------------------------------------------- | --------- | ------ |
| Alianza de Mujeres Periodistas de Cine | Enero de 2022       | She Deserves a New Agent Award | Amy Adams                                                 | Nominada  | [ 20 ] |
| Premios Golden Raspberry               | 26 de marzo de 2022 | Peor película                  | Scott Rudin, Eli Bush y Anthony Katagas                   | Pendiente | [ 21 ] |
| Premios Golden Raspberry               | 26 de marzo de 2022 | Peor director                  | Joe Wright                                                | Pendiente | [ 21 ] |
| Premios Golden Raspberry               | 26 de marzo de 2022 | Peor actriz                    | Amy Adams                                                 | Pendiente | [ 21 ] |
| Premios Golden Raspberry               | 26 de marzo de 2022 | Peor guion                     | Tracy Letts; basado en la novela por A. J. Finn           | Pendiente | [ 21 ] |
| Premios Golden Raspberry               | 26 de marzo de 2022 | Peor remake o secuela          | The Woman in the Window (remake de La ventana indiscreta) | Pendiente | [ 21 ] |